# Poi (taniec)

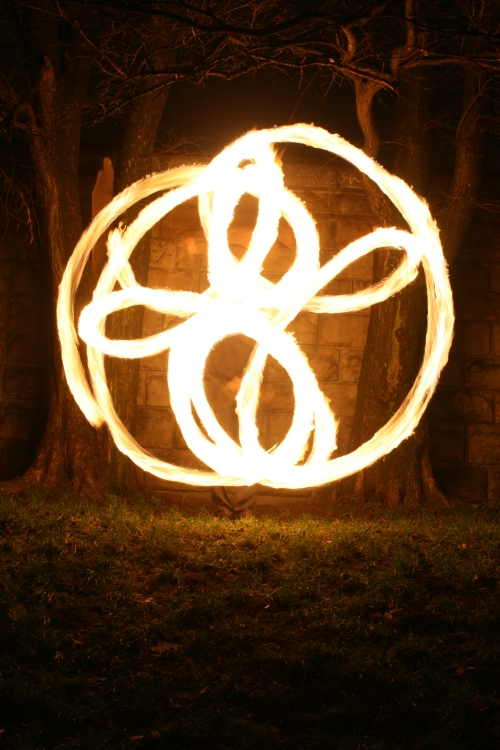
Taniec z ogniem

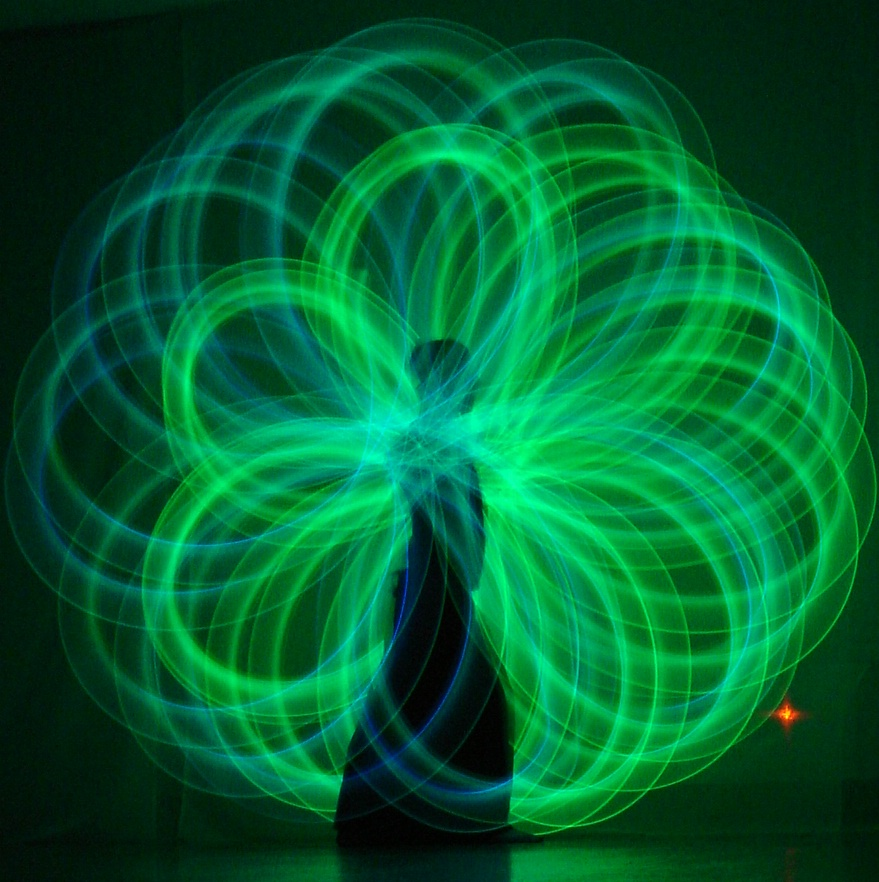
Obracające się Poi LED

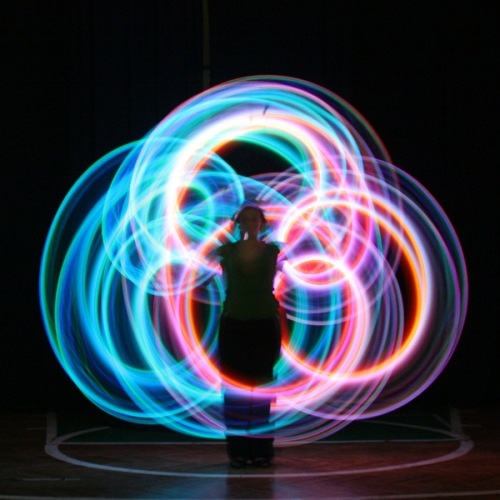
Obracające się Poi LED

Poi – rodzaj tańca wywodzący się z Nowej Zelandii i rekwizyt w postaci ciężarka na lince używany podczas tańca.

## Historia Poi
Poi wywodzi się z tradycji plemienia Maori żyjącego w Nowej Zelandii. Istnieją co najmniej dwie teorie dotyczące pierwotnej roli poi w tej społeczności. Według pierwszej, była to metoda treningu przędzenia. Od zamierzchłych czasów głównym zajęciem kobiet tegoż plemienia była praca w wiosce, zajmowanie się domostwem i wychowywanie dzieci, a ponadto tworzenie ubrań. W wolnych chwilach doskonaliły swoje techniki jako tkaczki poprzez kręcenie kamieniami zaczepionymi do sznurków. Pracowały przy tym dłonie i nadgarstki, czyli to, co potrzebne jest przy przędzeniu.
Po pewnym czasie kobiety zauważyły, że podczas machania kulami ciało wpada w naturalny taniec. Zaczęły używać swoich zdolności w obrzędach jako część tańca, tyle że zamiast kamienia na końcach sznurków przywiązywały różnego rodzaju ozdoby – począwszy od białych kul z tkanin, przez szarfy, a skończywszy na kwiatach. Jednak kamienie nie odeszły do lamusa. Mężczyźni, widząc jak na kobiecą sylwetkę i zręczność wpływa ów rodzaj ćwiczeń, sami zaczęli używać takich przyrządów, aby pokonać swoje słabości i zdobyć siłę, zręczność oraz sprawność, która miała im pozwolić sprawniej polować. I tak się stało – wzrastała zręczność, wzrastała siła, powiększały się zdobycze z łowów. Obecnie taniec ludzi z plemienia Maori jest znany prawie na całym świecie. Jednak taniec tradycyjny z poi wykonują jedynie kobiety.
Druga teoria zakłada, że była to forma komunikowania się na odległość. Te informacje opierają się głównie na przekazie ustnym współczesnych entuzjastów tańca ognia.

### Poi w kulturze Maorysów
Taniec Poi (poi – przyrząd używany w tym tańcu) jest wykonywany przez kobiety jako wyraz wdzięczności. W tym tańcu używa się małych piłek – poi właśnie – i obraca się je stojąc, siedząc lub kucając. Zawiera kilkanaście typowych ruchów; wytrawne tancerki tworzą też własne kombinacje, które często wchodzą później do kanonu.
Piłki poi dawniej wykonywano z roślin i kawałków materiału, a owijano je w miękką korę z drzewa lub puch z raupo albo innych krzewów z buszu. Następnie malowano powierzchnię kulki w różne wzory i kolory. Do zwieńczenia poi używano czasem wyczesanej sierści psa – taka kulka nazywana była poi awe. Poi ma najczęściej od 8 do 10 cm średnicy, wyróżnia się dwie odmiany:
1. długie POI – gdzie piłka jest większa (powyżej 10 cm), a sznurek ma długość mniej więcej długości ramienia użytkownika.
2. krótkie POI – piłka mniejsza, a sznurek ma około 25 cm.

Według dawnych opowieści długich poi mogły używać tylko kobiety z dobrych rodzin. Poi trzyma się między kciukiem a palcem wskazującym i obraca się stojąc albo siedząc/kucając (tzw. waka poi). Ruch obrotowy wynika z pracy ramion, ale też nadgarstków.

## Poi obecnie w kulturze zachodniej
Określenie poi ma dwa znaczenia
1. sztuka tańca
2. rekwizyt

### Sztuka tańca – taniec z ogniem
Obecnie tancerze wykonują ten specyficzny taniec przy akompaniamencie bębnów i innych instrumentów perkusyjnych. Najbardziej efektowną odmianą jest taniec z ogniem. Końcówki (z niepalnego materiału jak dżins czy kevlar) zostają nasączone łatwopalną substancją i podpalone. Ze względu na szybkie przemieszczanie się końcówki uzyskuje się efekt wizualny smug ognia otaczających i krążących wokół tancerza.
Wykonawcy muszą wykazywać się niezwykłym opanowaniem, zręcznością i skupieniem przy wykonywaniu nawet podstawowych elementów tańca.

### Rekwizyt używany w tańcu

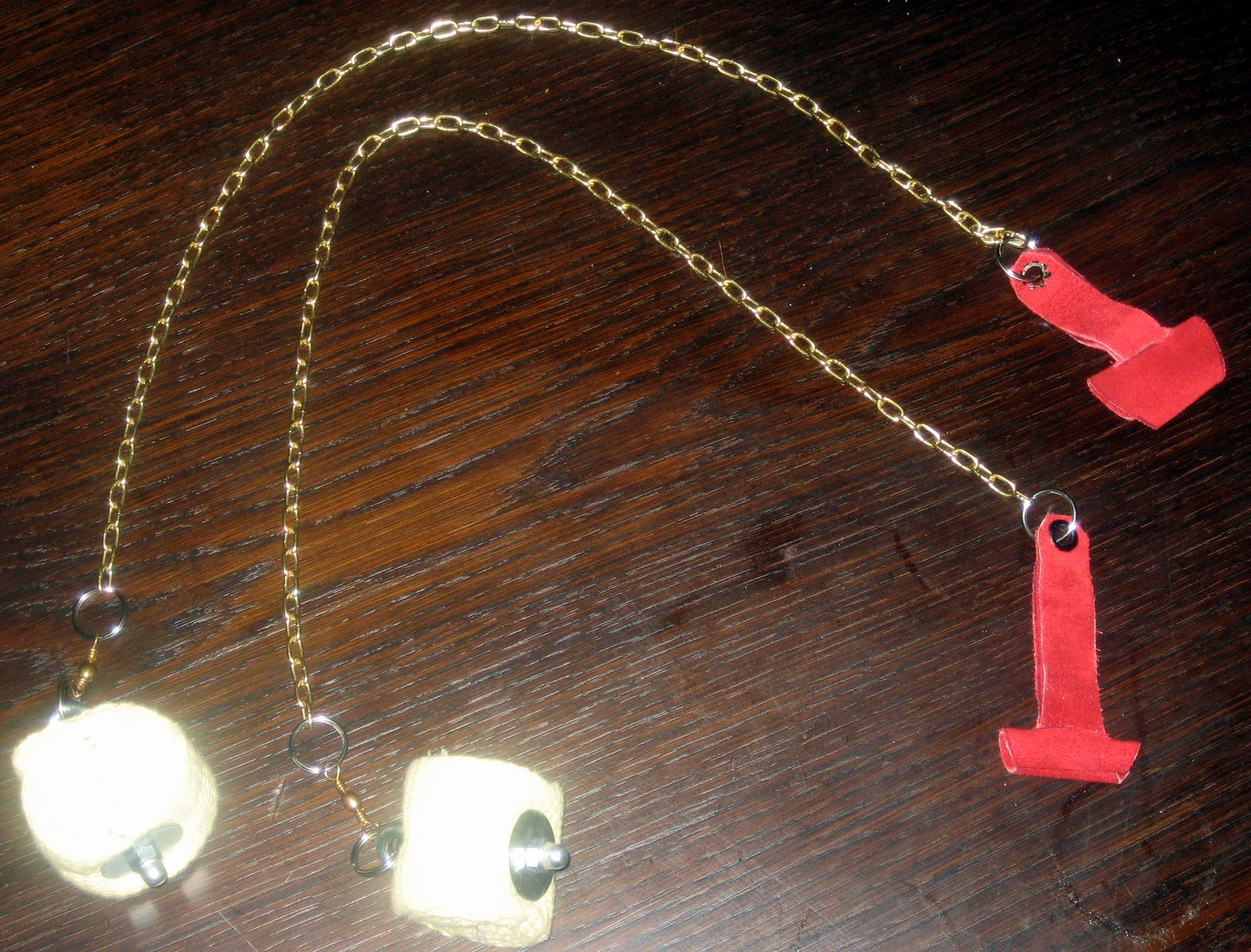
Poi ogniowe

Poi to też specyficzny przedmiot używany przy tańcu. Jest to para linek lub łańcuszków z podczepionymi na końcu ciężarkami w różnej postaci. Długość jest zależna od gabarytów tancerza, a ściśle długości jego rąk. Ciężarkiem staje się cokolwiek o masie większej niż sama lina. Najpowszechniejszą wersją poi jest linka żeglarska z podczepioną piłeczką tenisową. W celu uzyskania efektu pirotechnicznego używa się piłek kevlarowych nasączonych łatwopalną substancją (np. parafiną). Tancerze często sami tworzą swoje POI. Do tego celu używa się wielu rodzajów materiału, najbardziej popularny jest kevlar. Część osób zadowala się też kocem azbestowym bądź watą szklaną, jednak jest to ostro krytykowane przez środowisko kuglarskie jako bardzo szkodliwe dla zdrowia. Końce poi są najczęściej składane w tuby, bądź też katedralki z danego materiału.

#### Tuby
Tuby są najprostsze do wykonania i jednocześnie dosyć bezpieczne, gdyż materiał ściśle przylega do łańcucha. Dzięki takiemu sposobowi tworzenia końcówek nie musimy się martwić, że jakieś niepotrzebne fragmenty materiału będą wisiały bezwładnie. Tuby dzięki swojemu kształtowi są bardzo łatwe do manewrowania. Uzyskuje się na nich stosunkowo niewielki płomień, mają słabą chłonność paliwa w porównaniu do innego palnego sprzętu, jednak dla osoby, która zaczyna i nie czuje się jakkolwiek pewnie z ogniem nadaje się bardzo dobrze

#### Kostki (Katedralki)
Dzięki złożeniu materiału w kostkę, można uzyskać naprawdę duży płomień. Materiał składany jest na zakładkę tworząc sześcian. Ten sposób składania powoduje, że końcówki są dosyć małe, a jednak zawierają dużo materiału, co za tym idzie przy podpaleniu powstaje duży płomień i uzyskuje się dosyć długi czas spalania ze względu na wielkość powierzchni palnej. Luźniejsze złożenie spowoduje zwiększenie pojemności chłonącej oraz przepływ powietrza przez poszczególne warstwy materiału.